# Хоя-де-Серен
13°49′39″ пн. ш. 89°22′09″ зх. д. / 13.82750° пн. ш. 89.36917° зх. д.
Хоя-де-Серен (ісп. Joya de Cerén — «коштовність Серену») — археологічний об'єкт у Сальвадорі, який дуже добре зберігся під шарами вулканічного попелу. Поселення часто називають «Помпеями Америки», порівнюючи їх з відомими давньоримськими руїнами. З 1993 року ділянка входить до списку Світової спадщини ЮНЕСКО.

## Розташування
Знаходиться за 25 км на північний захід від столиці держави — міста Сан-Сальвадор, на місці доколумбового сільського поселення мая.

## Історія

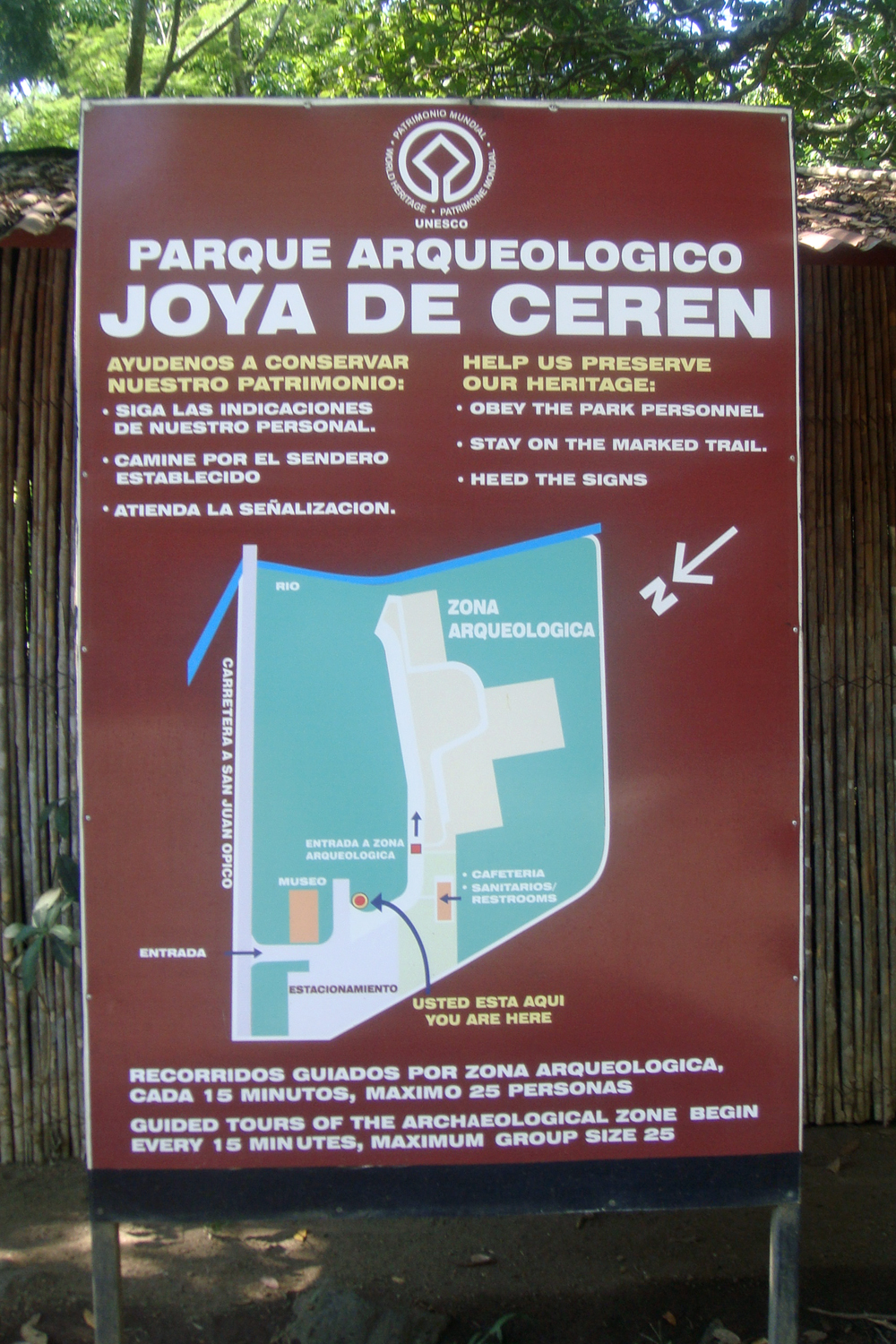

Це було невелике сільське поселення, мешканці якого займалися сільським господарством, що вже було населене у 900 році до н. е. та знаходилося на південно-східному краю культурного ареалу мая. Поселення було зруйноване та залишене мешканцями в 250 році в результаті виверження вулкана Ілопанґо, проте було відновлено близько 400 року і стало залежним поселенням від міста Сан-Андрес.
Близько 590 року відбулося виверження іншого вулкана, Лома-Кальдера, що остаточно поховав поселення під 14 шарами вулканічного попелу. Мешканцям поселення вдалося втекти — решток тіл під шаром попелу не було знайдено, хоча вони втікали дуже поспішно, залишаючи за собою кераміку, меблі та навіть недоїдену їжу.
Ділянка була відкрита в 1976 році Пейсоном Шітсом (англ. Payson Sheets), професором антропології Університету Колорадо в Боулдері. З того часу тут продовжуються розкопки, зараз відкопано близько 70 % поселення.
Навіть важливішими, ніж будівлі, є палеоботанічні залишки. Низькі температури вологого та щільного попелу Лома-Кальдери забезпечили збереження більшої частини рослинного матеріалу. Біля поселення були знайдені залишки полів маніоку, перші відомі у Новому Світі. Хоча маніок і не зберігся, форму його плодів можна було відновити, заповнюючи порожнини у попелі. Мешканці поселення сіяли маніок на момент початку виверження.
На думку археологів та вулканологів усього світу, які відвідали сальвадорські розкопки, органічні матеріали у Хоя-де-Серен, включаючи очеретяні дахи, балки будинків, плетені кошики, одяг та запаси зерна, збереглися навіть краще аніж в італійській Помпеї.

## Галерея

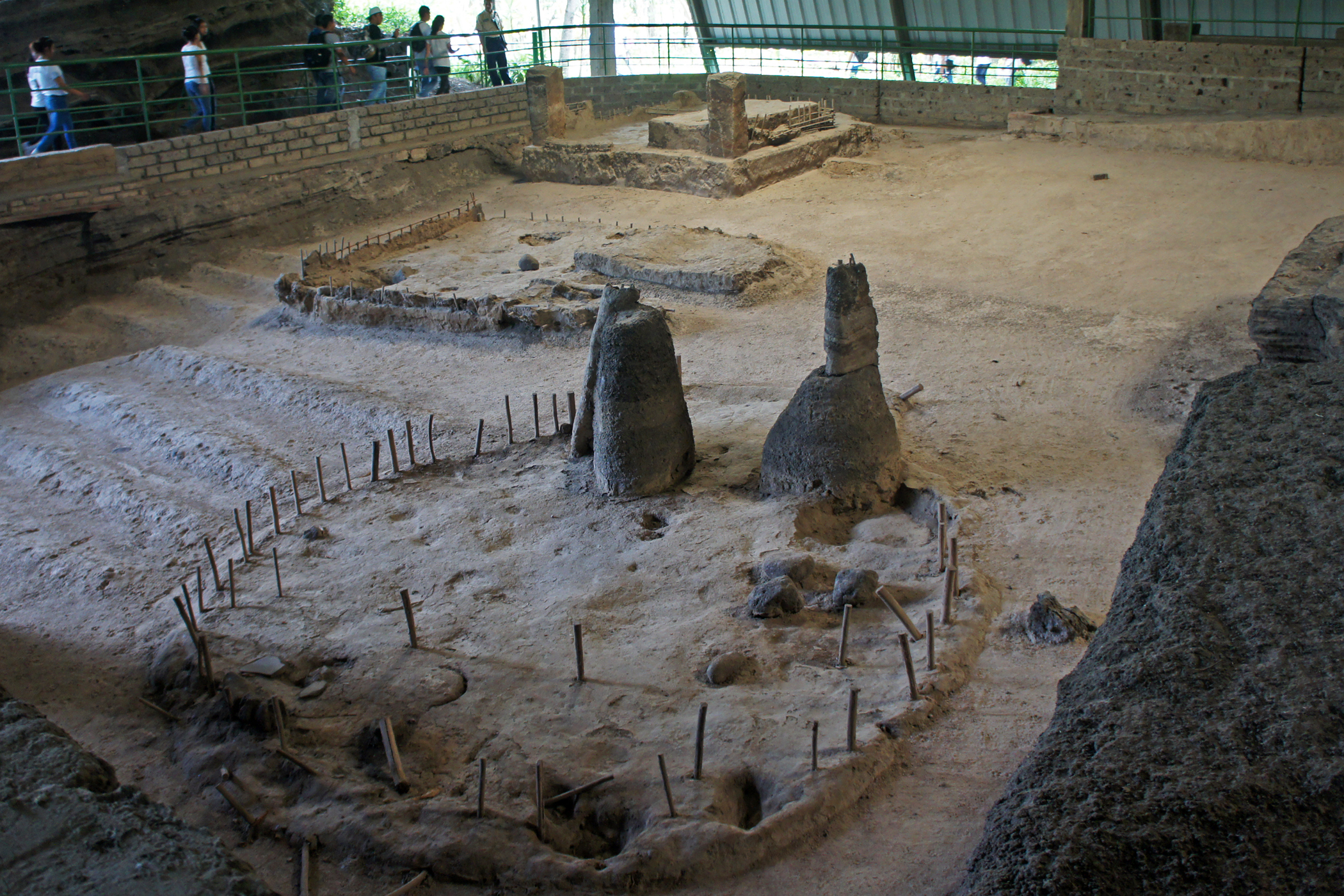
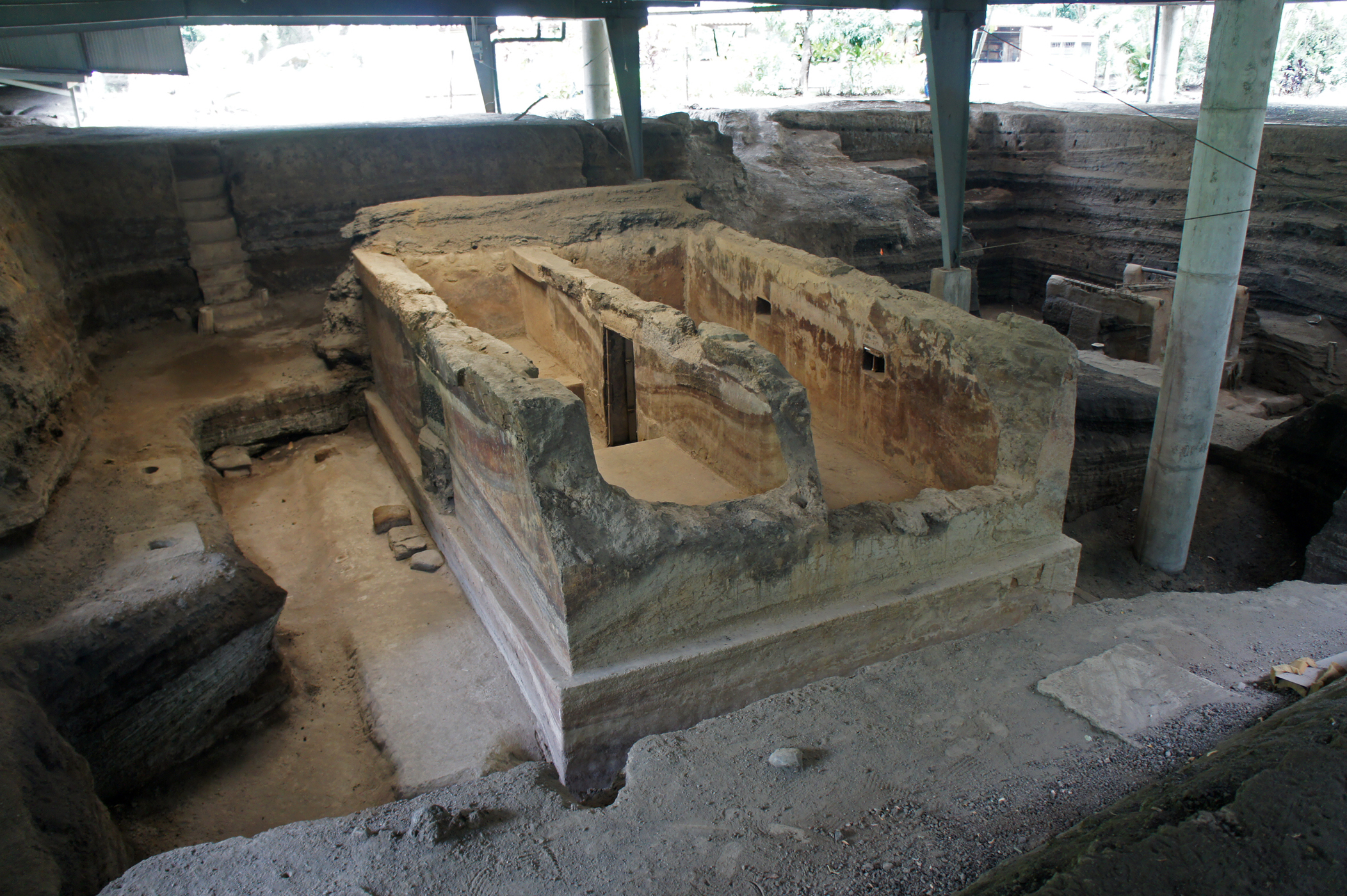
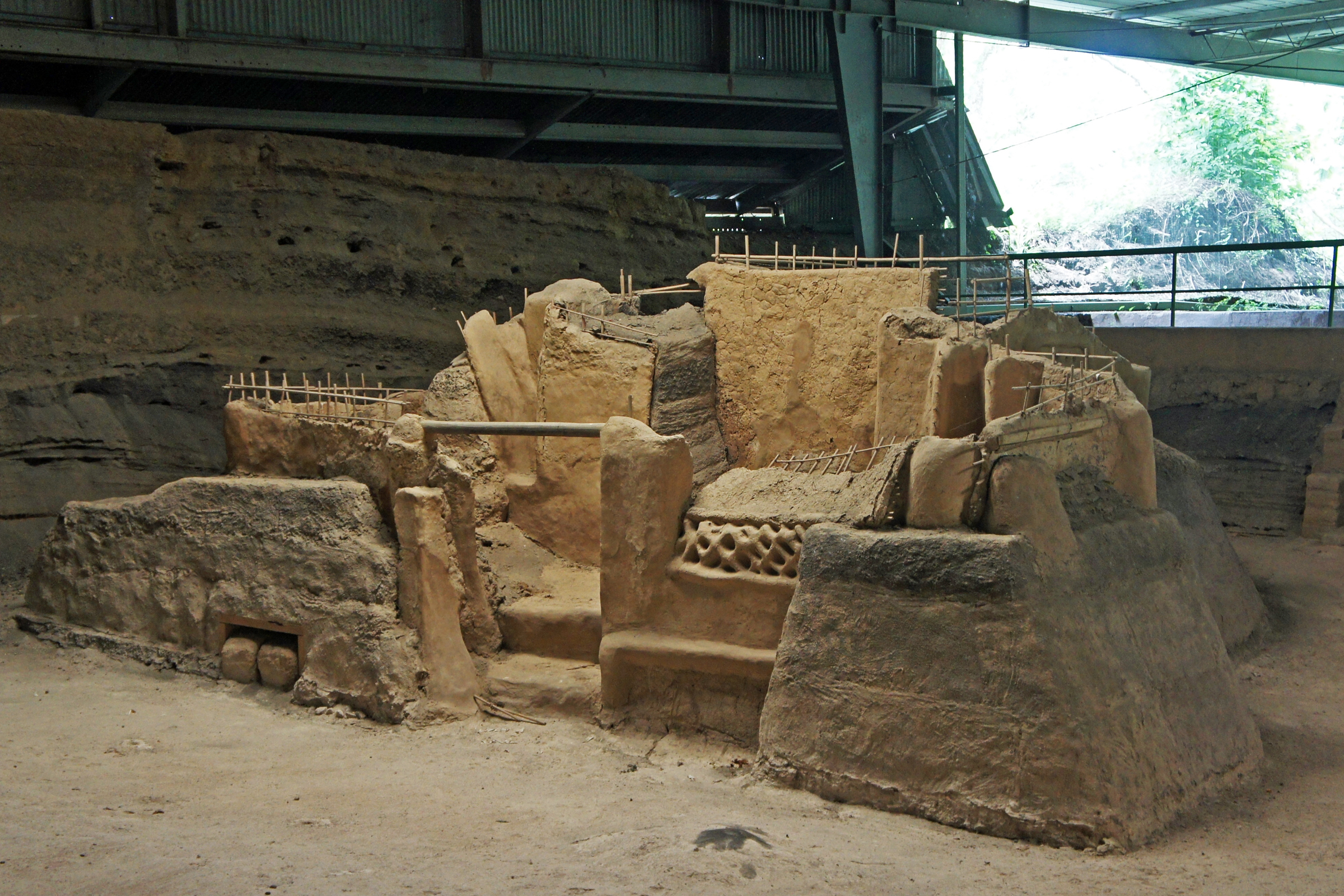
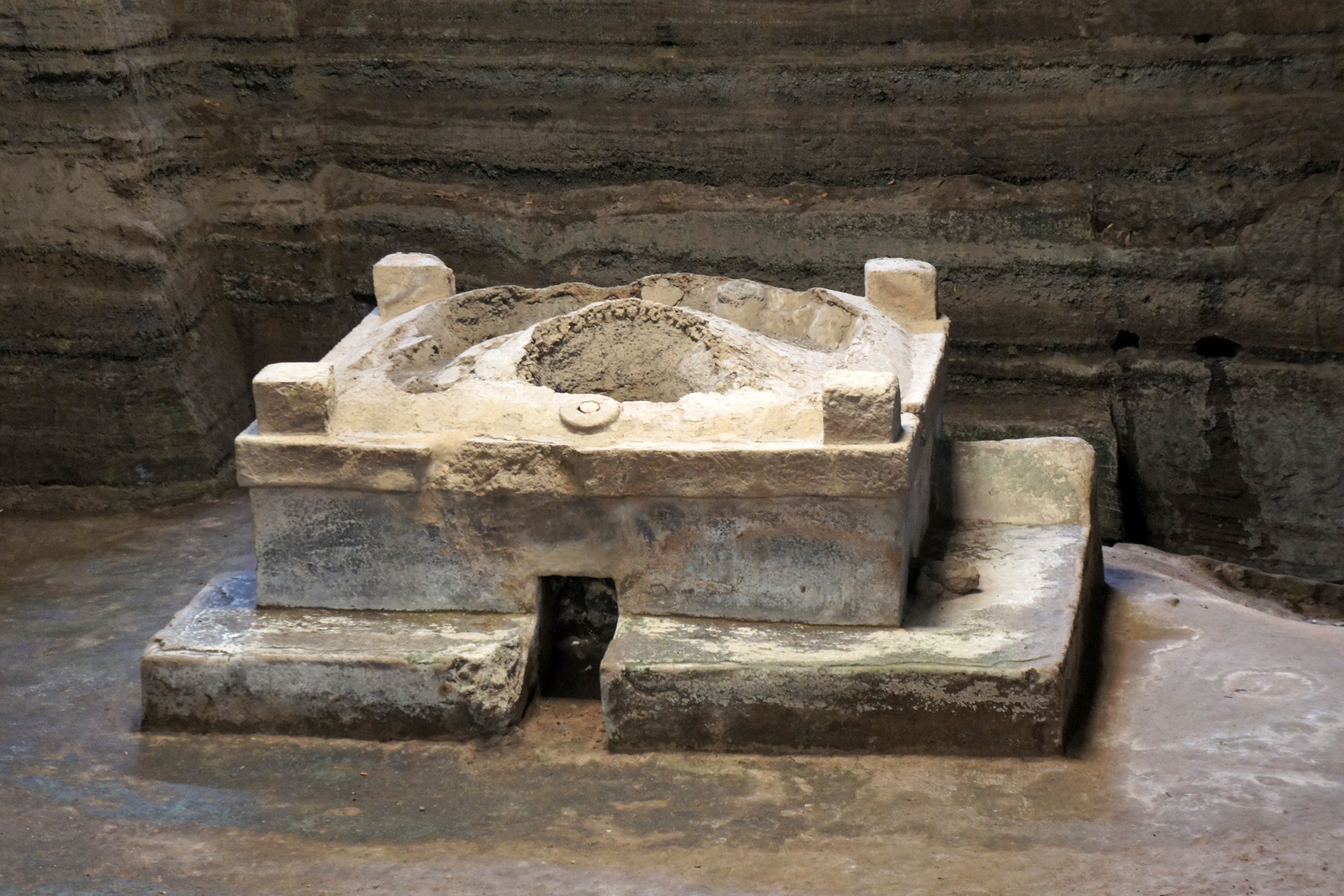
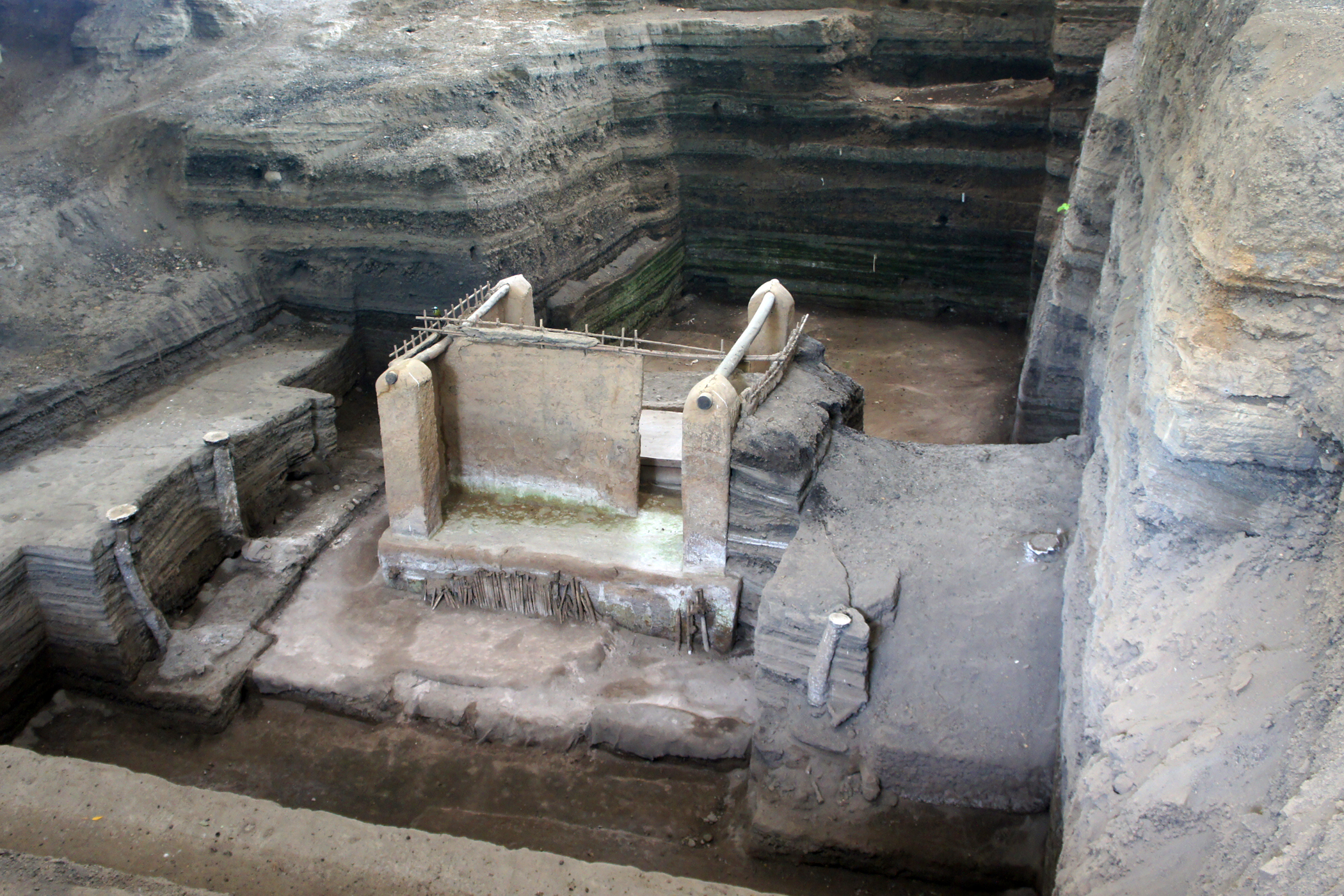
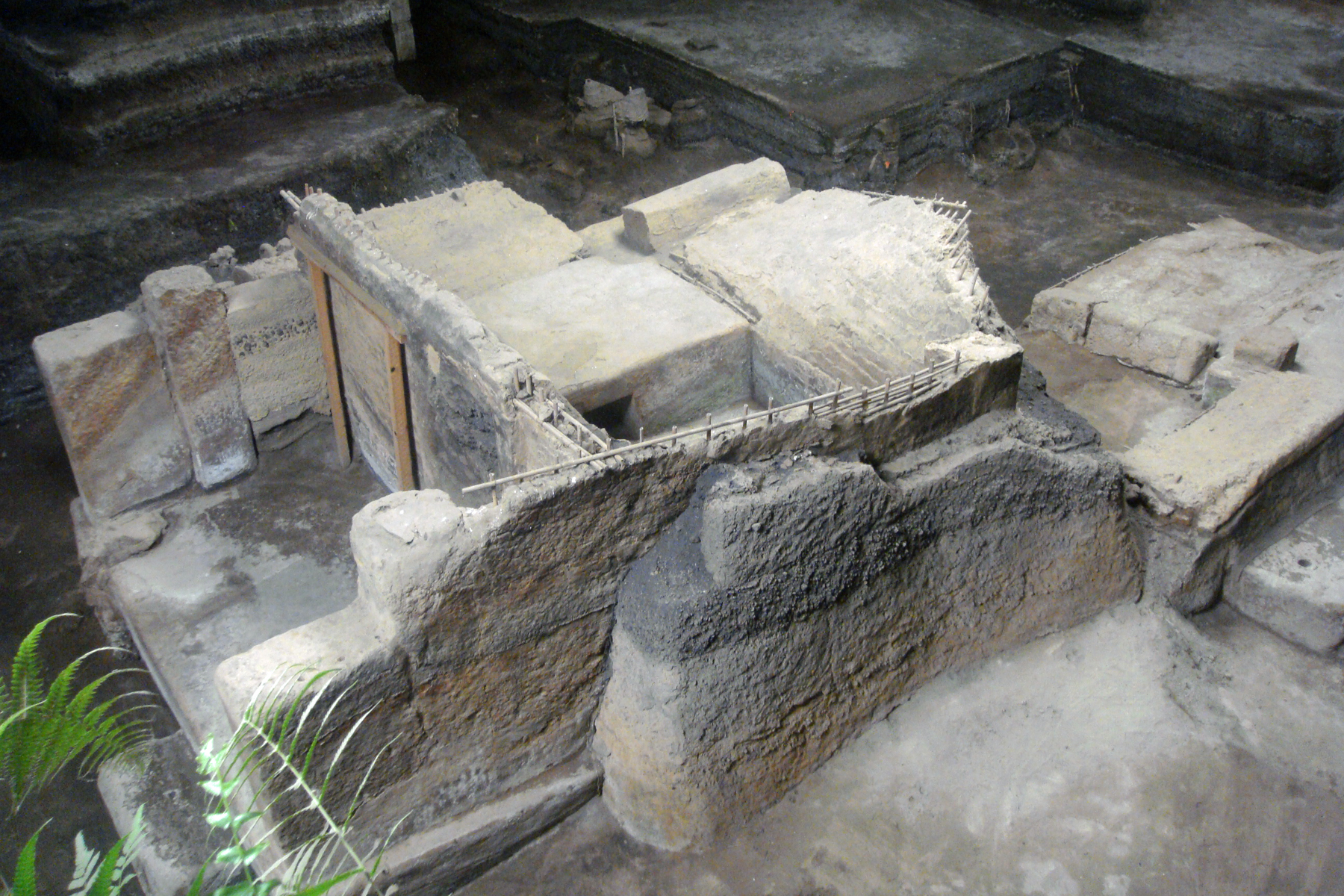
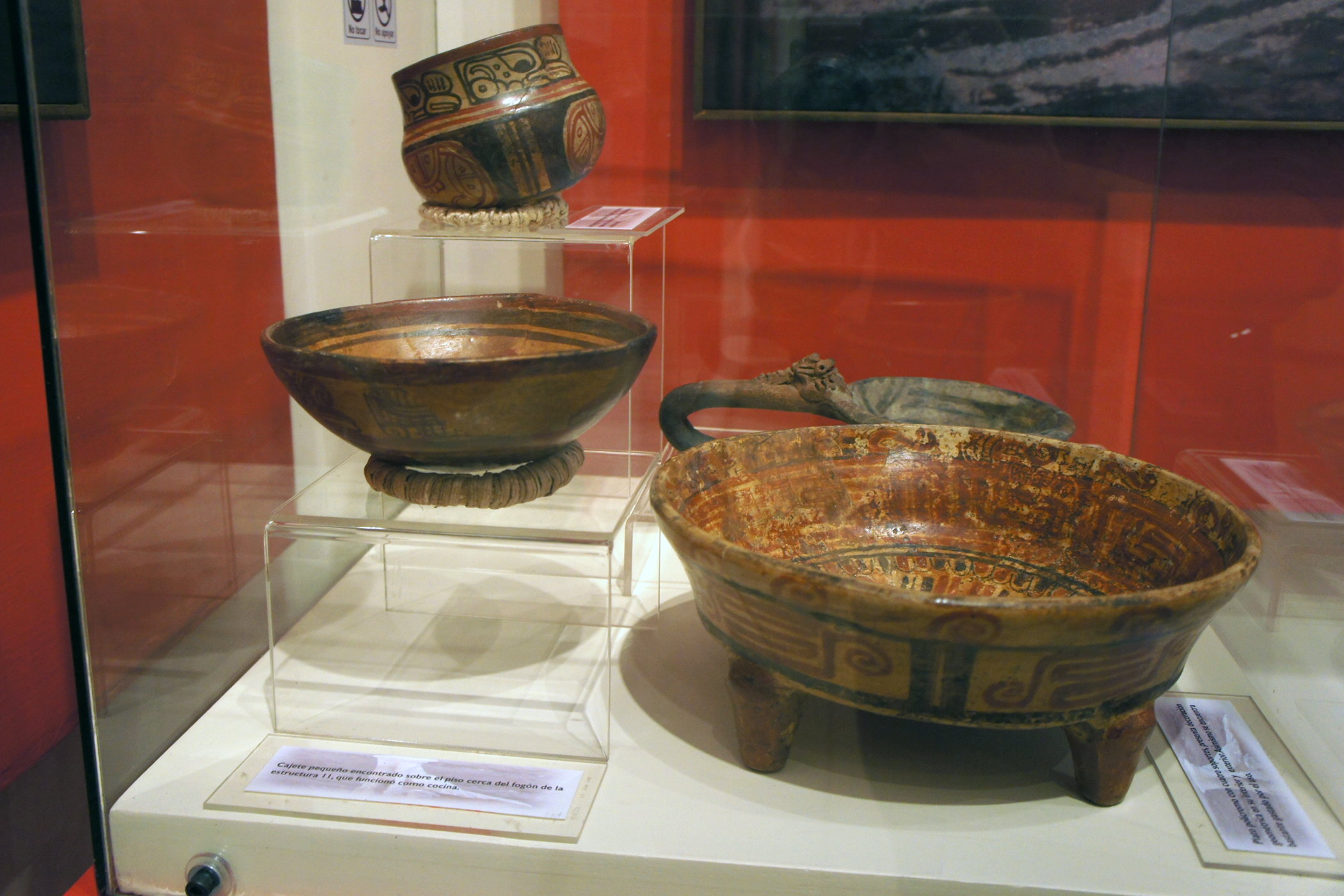
Кераміка мая, знайдена під час археологічних розкопок.